# Рапп, Евгений Кириллович
Евге́ний Кири́ллович Рапп (26 октября [1 ноября] 1841, Кромский уезд — 6 декабря 1904, Корфу) — русский писатель

, публицист и редактор.

## Биография
Родился в 1841 году. Отец писателя — Кирилл Евгеньевич Рапп происходил из дворян Калужской губернии‚ капитан в отставке, дмитровский помещик, потомок французского генерала Жана Раппа. Мать Евгения — Екатерина Ивановна Рапп (в девичестве Хитрова). В 1859 году Евгений окончил Орловский кадетский корпус. В этом же году написал очерк о раскольничьем бунте в Забайкалье «Бунт раскольников в 1859 г.» (ИВ, 1893. № 4), которому стал свидетель (Евгений Кириллович Рапп руководил подавлением волнений старообрядцев в Верхнеудинском округе Забайкальской области). Окончил 3-й специальный класс Константиновского военного училища. В 1862 году окончил Михайловскую артиллерийскую академию.
Вышел в отставку и служил по мировым крестьянским установлениям в Юго-Западном крае при генерал-губернаторе А. П. Безаке. Слушал лекции в Петербургском университете. Участвовал в сербско-черногорско-турецкой войне 1876 года добровольцем и командовал конной полубатареей.
Позже Е. К. Рапп был управляющим акцизными сборами Тульской губернии.
С 1870 года принимал участие в «Судебном вестнике», «Голосе», «Порядке», «Вестнике Европы», «Ниве» и других периодических печатных изданиях, где писал рассказы и публицистические очерки.
В 1877—1879 годах Рапп Е. К. издавал газету «Русский мир», которая при нём изменила прежнее консервативное направление; для позиции газеты и самого Раппа характерна статья «Наше законодательство о расколе» (1878, 23 декабря; 1879. 13, 17 января). в которой он писал о том, что веротерпимость по отношению к старообрядцам
«сведена почти до нуля» и «суровость эта не вяжется с учением православной церкви»; этому же вопросу были посвящены статьи «Меры правительства против раскола» и «Русский раскол и законодательство». Газета получила три предупреждения, последнее предупреждение сопровождалось приостановкой издания на четыре месяца.
В 1886 году выпустил 14 книжек литературного сборника «Романист». Отдельно вышли его «Сербские рассказы».
С 1887 по 1892 год был чиновником особых поручений Департамента неокладных сборов Министерства финансов.
Скончался в 1904 году.

## Сочинения
- Сербские рассказы капитана Кириллыча [псевд.]. — Санкт-Петербург : тип. т-ва «Обществ. польза», 1877. — [4], 279 с.;